# Kalmycko

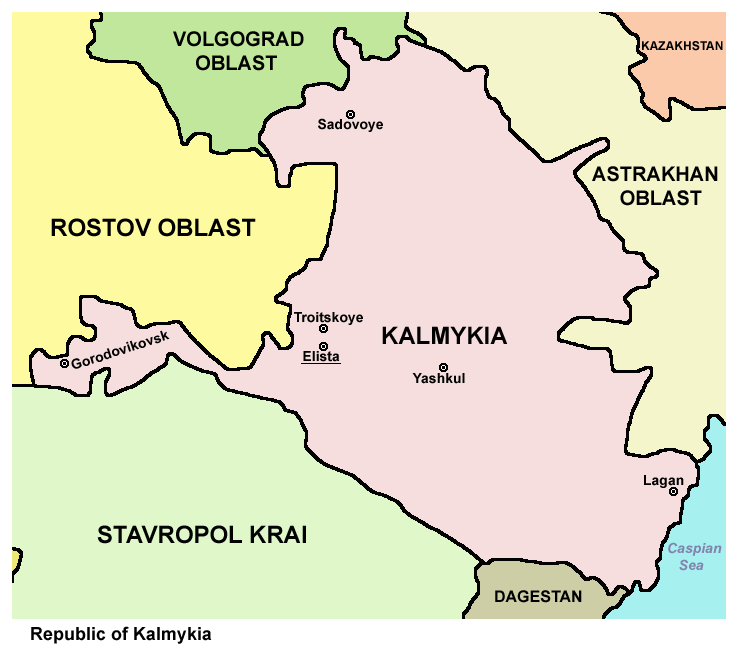

Kalmycko, plným názvem Kalmycká republika (kalmycky Хальмг Таңһч, rusky Республика Калмыкия), je republikou Ruské federace. Nachází se na severozápadním pobřeží Kaspického moře. Její rozloha je 75 000 km² (přibližně jako Česko), počet obyvatel je ale jen přibližně 268 tisíc. Největší délka území od severu k jihu je 423 km, od západu k východu 448 km. Hraničí se Stavropolským krajem na jihozápadě, Dagestánem na jihu, Astrachaňskou oblastí na východě, Volgogradskou oblastí na severu a Rostovskou oblastí na západě. Je jediným evropským regionem s převahou buddhistů.

## Historie
Až do 16. století bylo území dnešní Kalmycké republiky ovládáno různými chanáty (Astrachaňským a jinými), v této době však již začala tzv. Nogajská step formálně patřit pod Rusko. Na počátku 17. století obsadili dnešní Kalmycko kočovní mongolští Ojrati, vyhnaní z Číny, kteří se začali nazývat Kalmyci, a v oblasti, ze které vytlačili kočovné nogajské kmeny, vytvořili Kalmycký chanát. Kalmyci byli spojenci Ruska v boji s muslimskými Tatary a Kazachy, ale po sporech s carskou mocí se v roce 1771 částečně vrátili zpět do Číny. Kalmycký chanát byl zrušen a zbylí Kalmyci se dostali pod pevnou kontrolu carské moci, někteří byli začleněni pod Astrachaňskou gubernii. Část Kalmyků se zapojila do Pugačevova povstání proti carské vládě.
Na začátku 20. století, po vypuknutí ruské občanské války se jih Ruska stal jedním z hlavních bojišť mezi Rudou armádou a Děnikinovou dobrovolnickou armádou a krasnovskou Donskou kozáckou armádou Donské republiky. Sovětská moc byla ustanovena v Astrachani v roce 1918, válečný stav však trval až do roku 1920. Mnoho Kalmyků se připojilo k bílé ruské armádě a během ruské občanské války bojovalo v oddílech pod velením generálů Děnikina a Wrangela. Před koncem roku 1920, kdy Rudá armáda prorazila na Krymský poloostrov, uprchla velká skupina Kalmyků z Ruska se zbytky poražené Bílé armády do černomořských přístavů v Turecku. Většina uprchlíků se rozhodla přesídlit do Bělehradu v Srbsku. Další, mnohem menší skupiny, si zvolily Sofii (Bulharsko), Prahu (Československo) a Paříž a Lyon (Francie). Kalmyčtí uprchlíci v Bělehradě tam v roce 1929 postavili buddhistický chrám.
V říjnu 1935 byla vytvořena Kalmycká ASSR.
Za druhé světové války bylo začátkem roku 1942 území republiky obsazeno německými vojsky. Kalmykové je vítali jako své osvoboditele od Stalinovy krutovlády. Na oplátku Němci rozpustili zemědělská družstva, provedli privatizaci půdy a opět umožnili Kalmykům svobodně vyznávat buddhismus. Přibližně 5000 kalmyckých mužů také přijalo nabídku sloužit v německé armádě a vytvořili Kalmycký jezdecký sbor (Kalmücken-Kavallerie-Korps), který později společně s Wehrmachtem ustoupil, když v listopadu a prosinci 1942 území znovu dobyla sovětská vojska. Mnoho Kalmyků hrdinsky bránilo svou vlast v řadách Rudé armády, přesto v prosinci 1943 byl celý národ Kalmyků obviněn z kolaborace s Němci, Kalmycká ASSR byla zrušena a rozdělena mezi okolní ruské oblasti. Z rozkazu Stalina byla zbývající kalmycká populace násilně deportována do střední Asie a na Sibiř. Aby byly co nejdokonaleji smazány stopy po někdejším kalmyckém osídlení, byly názvy všech obcí a měst změněny z kalmyckých názvů na ruské. Návrat Kalmykům povolil teprve Nikita Chruščov roku 1957. 9. ledna 1957 bylo Kalmycko obnoveno jako správní celek se statusem autonomní oblasti. 29. července 1958 pak byla oblast znovu povýšena na ASSR.
Od roku 1991 je v platnosti současný název – Kalmycká republika.

## Symboly

### Vlajka
Kalmycká vlajka je tvořena žlutým listem o poměru stran 1:2. Uprostřed listu je světlemodré kruhové pole a v něm bílý květ lotosu, tvořený devíti lístky. Průměr kruhového pole odpovídá 4/7 šířky vlajky.

## Obyvatelé
Obyvatelé jsou převážně Kalmykové (asi 60 %) a Rusové (asi 30 %) Ostatní skupiny národů jsou velmi malé. Z náboženství je vyznáván buddhismus a ortodoxní křesťanství.

## Ekonomika
Ekonomika země je založená na vývozu obilovin a ovoce do ostatních částí Ruska. Jižní poloha, a dokonalá rovinatost dělají z Kalmycké republiky ideální zemědělský kraj. Dalším neméně důležitým zdrojem pro místní ekonomiku je ropa a zemní plyn. Z energetického hlediska má také velký význam Veselovská přehrada na řece Západní Manyč.

## Města
- Elista (hlavní)
- Malyje Derbety
- Obilnoje
- Sadovoje
- Keguľta
- Prijtunoje
- Ulan Erge
- Jaškuľ
- Utta
- Chulchuta
- Komsomoľskij
- Lagaň (jediný přístav u Kaspického moře).